# Fort Malatesta
Pour les articles homonymes, voir Rocca Malatestiana.
Le fort Malatesta est une structure de défense urbaine fortifiée de la ville d'Ascoli Piceno, province d'Ascoli Piceno dans les Marches,.

## Historique
La forteresse a été reconstruite sur les vestiges de l'architecture antérieure érigés au fil des siècles. La zone sur laquelle se trouve la structure a accueilli comme première construction des thermes romains, alimentés par une canalisation recouverte d'opus reticulatum, encore visible, qui amenait l'eau source de Castel Trosino. 
D'autres informations concernant les bâtiments construits sur ce site parlent d'ouvrages défensifs installés dans la zone du proche pont Cecco construit par les Picentes utiles pour renforcer l'entrée de la ville après la défaite en 91 av. J.-C. contre les habitants d'Ascoli infligée par Cnaeus Pompeius Strabo.
La fortification bénéficia de travaux de compensation après la destruction des Lombards, mais fut de nouveau rasée en 1242. Galeotto I Malatesta le reconstruisit en 1349, alors qu'il était seigneur d'Ascoli. 
La forteresse actuelle représente l'aménagement définitif réalisé par Antonio da Sangallo le Jeune, qui la conçut et la construisit en 1540 pour le compte du pape Paul III Farnèse.
L'ancien ouvrage de défense urbaine, après une restauration de 10 ans, réalisée entre 2000 et 2010, organisée par la Surintendance du patrimoine culturel des Marches, a été rouverte au public et ses salles accueillent le complexe muséal Forte Malatesta, composé du musée du Haut Moyen Âge, du musée Cinéma & Territoire « Les costumes au cinéma » et des salles d'expositions temporaires. Dans les douves de la structure se trouve le parco Giuseppe Marinucci où sont exposées les œuvres de l'artiste d'Ascoli.

## Galerie

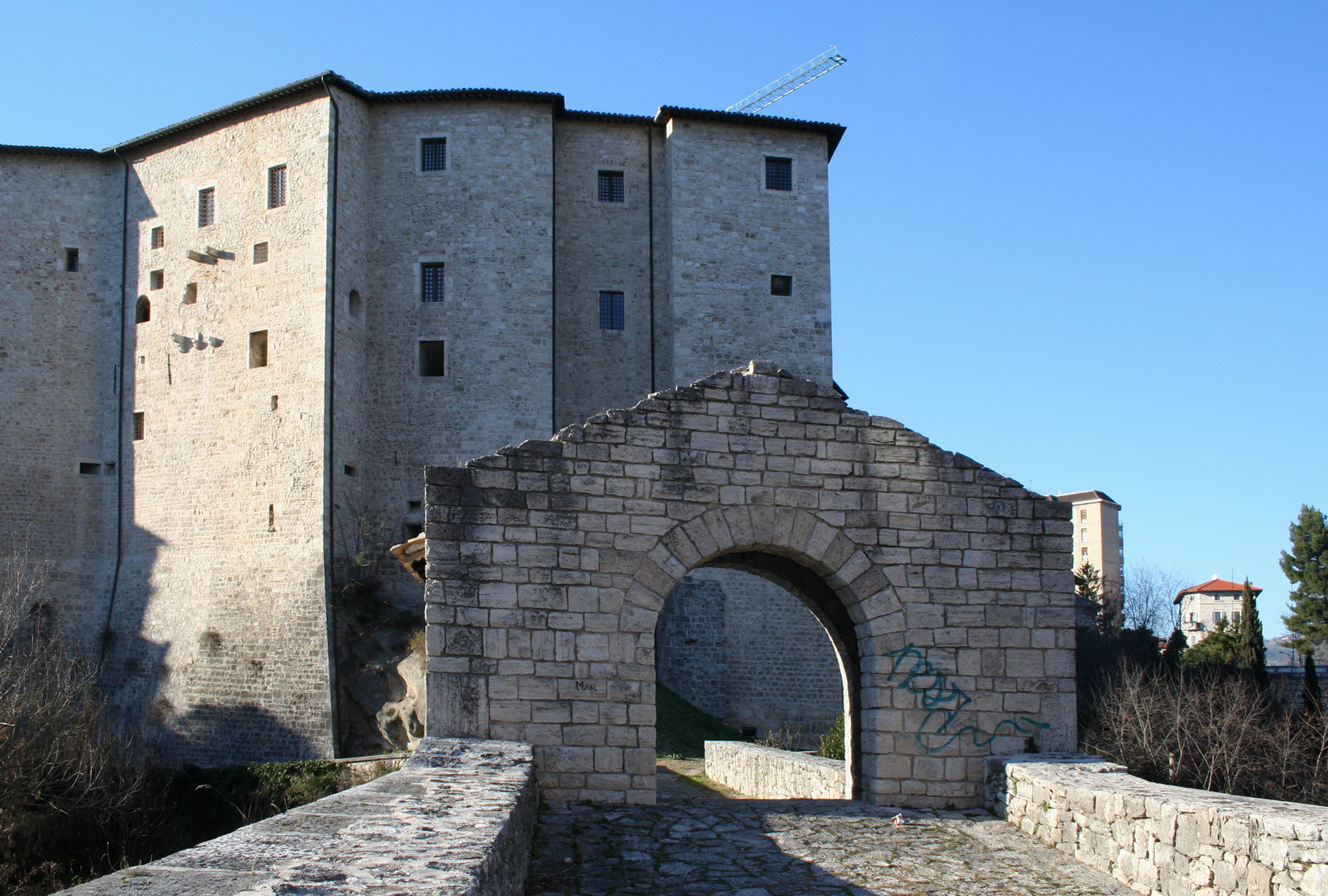
Le fort vu du pont Cecco.
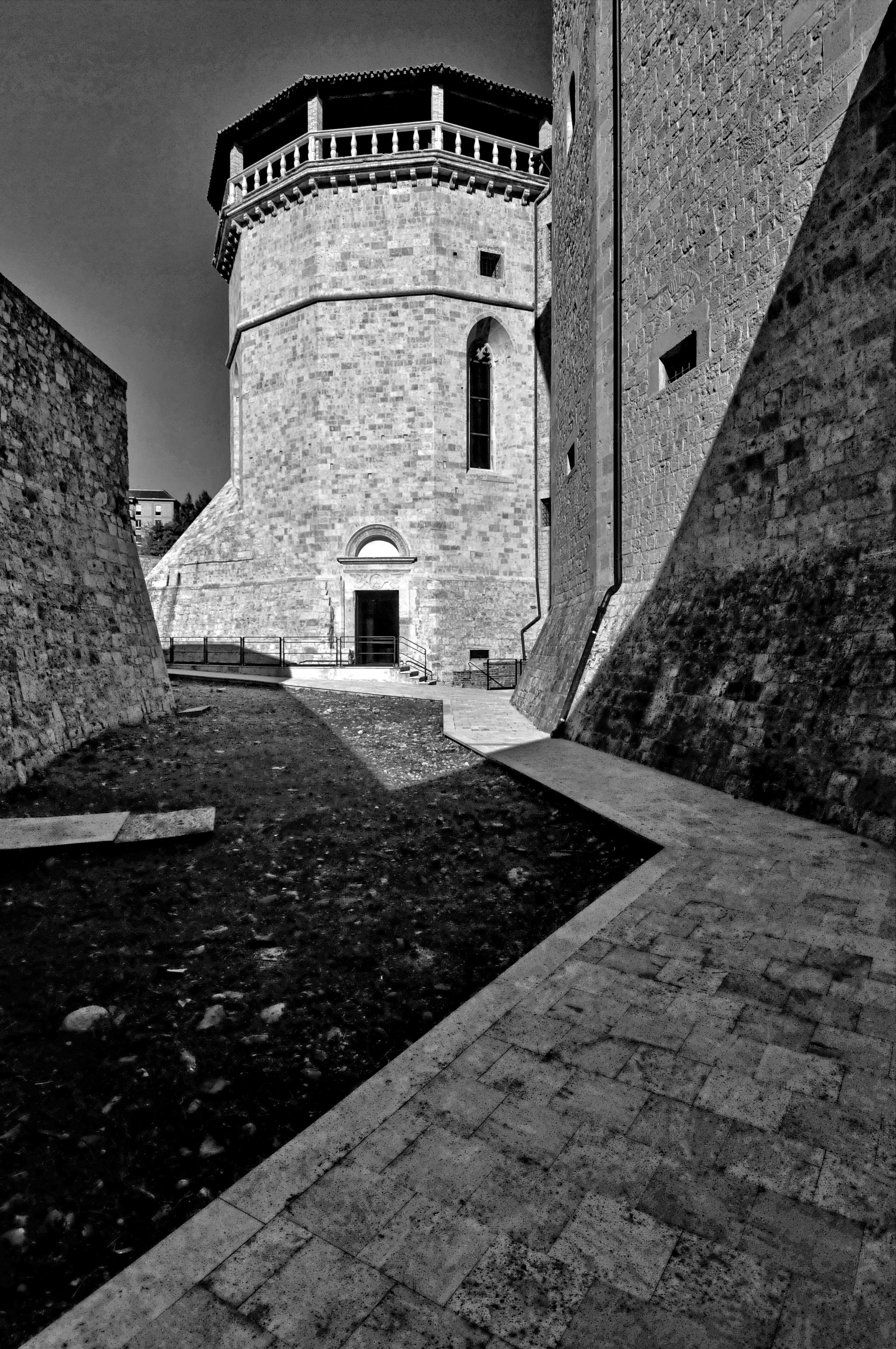
La cour intérieure.